# 尤絲拉·馬爾迪尼
尤絲拉·馬爾迪尼（阿拉伯语：‎，羅馬化：Yusra Mardini，1998年3月5日—）是一名叙利亚女子游泳运动员，现居于德国柏林。其为2016奥运难民代表队（ROT）队员，2016年8月在里约热内卢举行的2016年夏季奥运会参加游泳比赛。

## 传记
馬爾迪尼生于一个叙利亚基督徒的家庭。在大马士革的居住期间，其受到叙利亚奥委会的游泳培训。在2012年，她代表叙利亚参加2012年世界短道游泳錦標賽中的200米混合式、200米自由式以及400米自由式的比赛。
叙利亚内战时，馬爾迪尼的房子被摧毁。2015年8月。馬爾迪尼和她的姐姐萨拉决定逃离叙利亚。她们先经过黎巴嫩，到达土耳其。从土耳其偷渡希腊的过程中，她们和18个其他难民被组织在一艘通常只能搭载6到7人的小船中；在爱琴海中，这艘船的引擎停止工作，且船舱开始进水，于是馬爾迪尼和他的姐姐以及另外两名有游泳能力的人开始推动船只超过三小时，直到到达莱斯沃斯。随后她们到达德国，并在2015年8月定居。后其父母亦逃离叙利亚，到达德国。
馬爾迪尼继续在Wasserfreunde Spandau 04俱乐部接受游泳培训，并希望参加奥运会。她试图获得200米自由泳的资格。国际奥委会主席托马斯·巴赫谈及难民运动员，说：“我们帮助他们在没有战乱与暴力的环境下达成了展现杰出的运动技能的愿望。”2016年6月，她成为了参加奥运会的十名难民代表队运动员之一，参加2016夏奥会的100米自由泳和100米蝶泳项目。